# Celleporaria sherryae
Celleporaria sherryae är en mossdjursart som beskrevs av Winston 2005. Celleporaria sherryae ingår i släktet Celleporaria och familjen Lepraliellidae.
Artens utbredningsområde är Mexikanska golfen. Inga underarter finns listade i Catalogue of Life.